# Марія Шунь
Марія Шунь (нар. 22 січня 1962, м. Городок Львівської області) — українська письменниця, перекладачка. Членкиня Національної спілки письменників України (1993).

## Біографія
Марія Шунь народилася 22 січня у м. Городок на Львівщині.
Вчилася у Львівському державному університеті ім. Івана Франка (факультет іноземних мов, 1986).
У 1993 році Марію Шунь прийнято до Національної спілки письменників України.
З 1995 року проживає у Нью-Йорку (США). Працює реабілітологом у терапевтичному центрі.

## Творчість
У своїй поетичній творчості письменниця надає перевагу верлібру, в який інколи привносить елементи метричної техніки, рими. Вірші М. Шунь, посилені «засобами графічного увиразнення поетичного тексту», «ввібрали в себе новаторські пошуки та експерименти двох культур. Поезію авторки можна назвати одним великим гіпертекстом, характерні риси якого проявляються у створенні надважкої конструкції, не завжди зрозумілої пересічному читачеві. Це елітарна поезія». Віддавши у юні роки данину римованій поезії, М. Шунь «здійснила у своїй творчості стильову еволюцію до вірша лаконічнішого, підштрихованого американізмами, абревіатурами».
Як упорядниця та співупорядниця працювала над виданням таких антологій: «П’ять Америк» (Львів: «Піраміда», 2018), «Літпошта» (Київ: «Видавництво Жупанського», 2009), «ЛяЛяК» (Львівська Літературна Криївка) (Львів: «Піраміда», 2010), «Аз, два, три… дванадцять – лист у пляшці»: антологія авторського зарубіжжя (Львів: «Піраміда», 2010), «Степ – Step» (Львів: «Піраміда», 2012 р.), «Ломикамінь»: антології українського верлібру (Львів: «Піраміда», 2018), «Parole. Слова. Антологія поезії» (Львів: «Піраміда», 2022). У більшості з названих антологій надруковано й вірші Марії Шунь. Окрім поетичних антологій письменниця упорядкувала збірник «ЛеоПолтвіс. LeoPoltvis. Науково-літературна розвідка про Полтву та місто на Полтві».

## Поетичні збірки
- «Ми, котрі є» (Київ: «Молодь», 1990)
- «Поміж»» (Львів: «Барви», 1993)
- «Верлібріарій» (Київ: «Факт», 2006)
- «Борохно і порохно» (Львів: «Зукц», 2006)
- «Водокач» (Київ: «Просвіта», 2007)
- «БІЯС» (Київ: «Видавництво Жупанського», 2008)[8]
- «ООН» (Київ: «Видавництво Жупанського», 2009)[9]

## Антології
- «Cząstki pomarańczy: nowa poezja ukraińska» (Warszawa, Kraków: «Narodowe Centrum Kultury», «Korporacja Ha!art», 2007)[10]